# Шаховски судија
Шаховски судија је најодговорнија личност за регуларност шаховског турнира и тачност података унетих у табелу. Делегираног судију ангажује организатор турнира. Судија долази у салу за игру обично пола сата пре почетка кола. Основни атрибути судије су апсолутна објективност и строго придржавање Правила игре ФИДЕ и осталих важећих прописа. Ни једно такмичење без квалификованог судије није валидно.
Изузеће шаховског судије није предвиђено према постојећим прописима, како ФИДЕ, тако ни Шаховског савеза Србије. Али, постоји низ инструмената којима се осигурава објективност судија, а прописане су и дисциплинске мере за судије које се огреше о регуларност такмичења.

## Судијска документација
Главни судија шаховског такмичења од документације мора да има турнирски правилник и табелу. У правилу, он води и друге евиденције (нпр. успех по таблама на екипном турниру). Уобичајена пракса је да судија води и неку врсту дневника турнира, како би на крају саставио турнирски извештај, јер је обавезан да га достави надлежном шаховском савезу.

## Турнирски извештај
Турнирски извештај треба да садржи: ток такмичења, освојене категорије и титуле или испуњене тзв. балове за титуле, оцену организације турнира, оцену дисциплине на турнира, важније спорове и судијске одлуке (нпр. контумације) и настале хипотетичке случајеве, као и предлоге и сугестије. Уз извештај достављају се и прилози (турнирска табела, сертификати, сатница, обавештења, жалбе и одлуке турнирског одбора, евентуална иступања са турнира итд).
У одељку о дужностима судије Правилника ФИДЕ о међународним титулама, наведено је да судија треба да достави извештај најкасније 30 дана по завршетку турнира, док се у делу који говори о судијској документацији и извештају наводи да национална федерација извештај треба да достави у року од четири недеље по завршетку такмичења.